# Conflitti ottomano-yemeniti

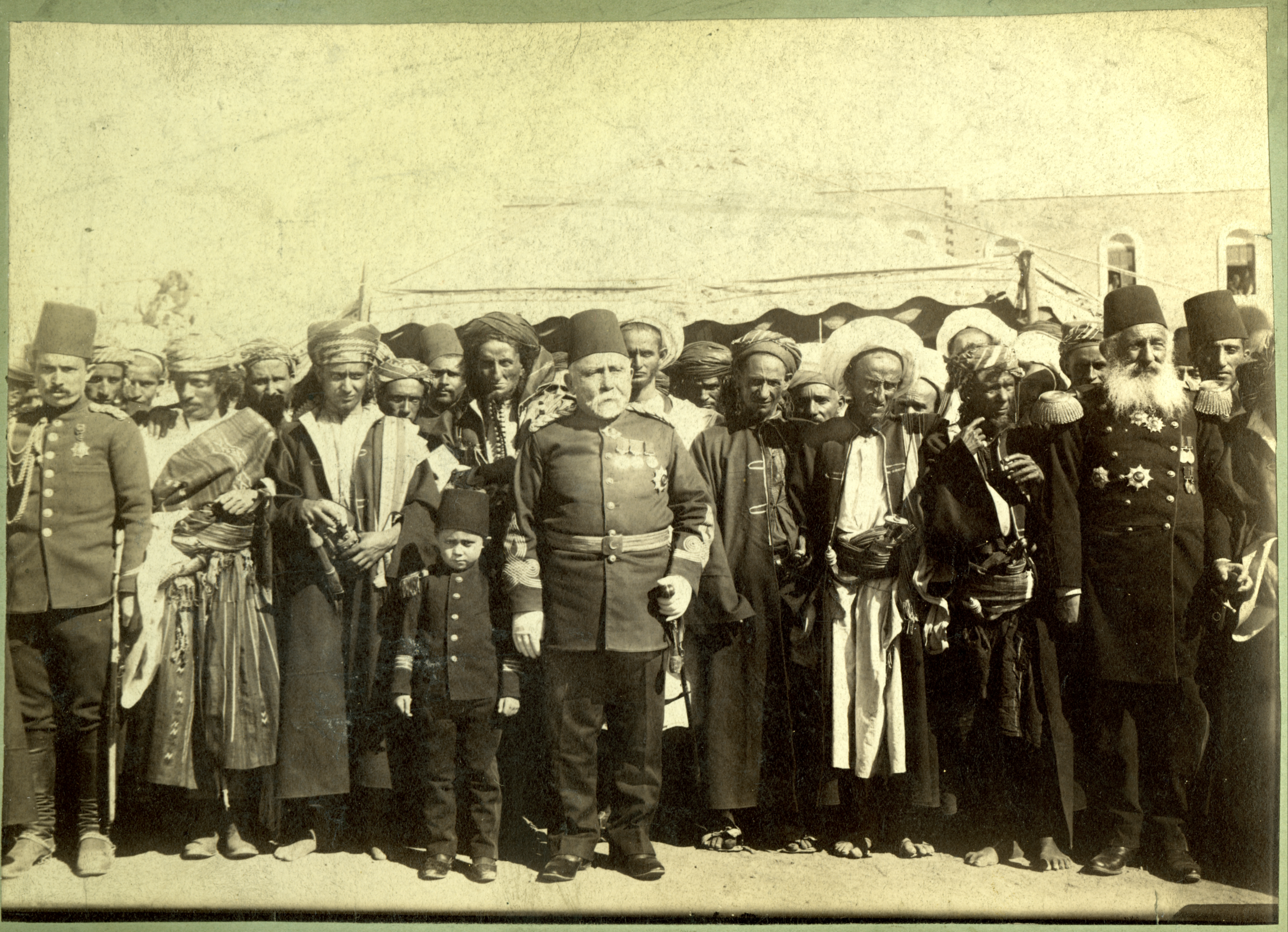
Soldati ottomani con abitanti yemeniti

I conflitti yemeniti-ottomani furono una serie di conflitti tra l'Impero ottomano e le tribù zaydite nell'Alto Yemen, che iniziarono nel 1538 e terminarono con la firma del Trattato di Daan il 9 ottobre 1911.

## Spedizione yemenita del 1538
Il primo tentativo ottomano di conquistare lo Yemen avvenne nel 1538, dopo la fine del dominio mamelucco nello Yemen, a seguito del termine della fine della guerra ottomano-mamelucca (1516–17).
Gli Ottomani non furono in grado di catturare le città di Ṣanʿāʾ nell'Alto Yemen come Saʿda, Shahara e Hajja rimaste nelle mani degli imam yemeniti zayditi.

## Spedizione yemenita del 1630
Un altro tentativo ottomano di conquistare lo Yemen avvenne nel 1630. Tuttavia, questa spedizione si concluse con una vittoria decisiva per gli imam yemeniti zayditi, e gli imam yemeniti furono in grado di estendere i loro domini da ʿAsīr in Ḥaḍramawt.

## La spedizione yemenita di Muhammad Ali
Nel XVIII secolo, lo Stato zaydita si frammentò, dando luogo alla creazione di molti piccoli Staterelli, come il Sultanato di Lahej. Tuttavia, gli Ottomani inizialmente si dimostrarono riluttanti a provare a riaffermare la loro autorità nello Yemen. Nel 1830, chiesero quindi a Muhammad Ali d'Egitto di provare a conquistare la Penisola arabica (compreso lo Yemen). Tuttavia, tale richiesta incontrò l'opposizione dell'Impero britannico, che occupò la città portuale di alto valore strategico di Aden nel gennaio 1839. Nell'aprile del 1840, a causa delle pressioni della Russia, dell'Austria e dell'Impero britannico, Muhammad Ali si ritirò dalla penisola arabica.

## Spedizione yemenita del 1849
Nel 1849, gli Ottomani tornarono ancora una volta nello Yemen. Ad aprile conquistarono al-Hodeyda e a luglio entrarono a Sana'a su invito dell'Imam, che desiderava che lo Yemen diventasse uno Stato vassallo sotto la protezione ottomana. Questa decisione fu considerata sgradita dalla gente del posto e si verificò presto una rivolta aperta. Ben presto, gli Ottomani furono costretti a ritirarsi.

## Spedizione yemenita del 1872
Nel 1872, gli Ottomani furono invitati ad occupare Sana'a dai nobili locali che erano irritati dalla presunta incompetenza dell'imam zaydita, permettendo agli Ottomani di conquistare finalmente lo Yemen e stabilire il Vilayet dello Yemen.

## Ribellione yemenita del 1891
Nel 1891, si verificò una accanita rivolta in Yemen, a causa della pretesa condotta irreligiosa dell'Impero ottomano.

## Ribellione yemenita del 1904
Nel 1904 si verificò un'altra ribellione nello Yemen. Lo storico arabo ʿAbd al-Yaʿqūb riferisce che iniziò nel giugno 1904, mentre Caesar E. Farah riferisce che il primo grave incidente ebbe luogo l'8 novembre, quando una guarnigione ottomana fu attaccata e distrutta a Hafash. Dopo l'attacco ad Hafash, le località di Hajjah e Hajur si ribellarono. I ribelli poi occuparono Dhamar e Yarim e iniziarono a marciare su Ta'izz e Qataba.
Entro un mese dalla rivolta dell'Imam, gli zayditi avevano bloccato la strada tra Sana'a e il porto di al-Hodeyda, avevano tagliato i cavi del telegrafo, sospeso le carovane e Sana'a era stata assediata il 12 dicembre. Il 26 dicembre, i ribelli conquistarono il posto di Sinan Pascià sulla strada Sana'a-Hodeyda. I rinforzi turchi caddero ripetutamente in imboscate degli zayditi, e nel 1905 le vittime ottomane sarebbero ammontate a oltre 25.000. All'inizio di gennaio, Hajja era assediata dai rivoltosi. Il 22 febbraio i ribelli circondarono Ibb e Qataba. A marzo, gli Ottomani ruppero l'assedio di Mabar dopo 4 giorni di combattimenti.
Nel marzo 1905, i ribelli conquistarono Yarim e circondata Ibb, che fu poi catturata entro la terza settimana di maggio insieme a Qataba.
Il 5 marzo, una forza ottomana di 4.000 uomini partì da al-Hodeyda per alleviare l'assedio di Sana'a, ma non fu in grado di farlo. I ribelli si diressero verso Manakha e la assediarono. All'inizio di marzo, catturarono Hajja, mentre migliaia di regolari ottomani si arresero, pur catturando Manakha in marzo.
Nell'aprile 1905, gli zayditi presero Sana'a, e chiesero un armistizio se la guarnigione ottomana fosse stata risparmiata, cosa che fu accettata. Nel giugno 1905 seguirono i negoziati, ma che non portarono a nulla.

## Spedizione yemenita del 1905
Dopo il fallimento dei negoziati, le forze ottomane composte da 6 battaglioni, guidati da Ahmad Faydi Pascià violarono l'armistizio, e iniziarono un'offensiva da tre direzioni da Manakha il 16 luglio 1905, e catturarono Sana'a il 29 o il 30 agosto.
Nel luglio 1905, l'imam dello Yemen inviò una lettera agli Ottomani, descrivendo in dettaglio il suo risentimento verso la violazione dell'armistizio:
"Li abbiamo cacciati [gli Ottomani] da Sana [...] abbiamo fissato una tregua per un anno durante il quale non ci dovrebbero essere combattimenti ed entrambe le parti dovrebbero avere pace senza sfida o violazione dei termini. Quando però hanno raggiunto il luogo in cui avevano deciso di ritirarsi, sono tornati alle loro azioni precedenti mescolate a verità e falsità. Hanno cominciato a violare i termini che hanno concluso e gli impegni che avevano concordato, e a commettere il male."
A metà agosto, gli Ottomani avevano preso l'iniziativa. Alla fine di quel mese, avevano ripreso Abha in ʿAsīr. Nel sud, un'unità che si muoveva da Ta'izz catturò Yarim, mentre un'altra forza ottomana sotto Feyzi conquistò Mafraq prima di avanzare su Suq al-Khamis e poi, mentre avanzava sulla strada per Saana, occupò tutte le posizioni fino a Khawlan. Feyzi riferisce di aver catturato 24 villaggi, tra cui Jibla e Badan.
A metà novembre, gli Ottomani avevano ripreso Amran, Thula, Kawkaban e Hajja.
A metà novembre, gli Ottomani avanzarono su Shahara con 10.000 uomini, nel tentativo di schiacciare gli zayditi, ma l'offensiva fu abbandonata a causa del terreno accidentato e dei continui attacchi delle forze zaydite, e si ritirarono ad Hajja a dicembre, poi a Sana'a, e due settimane dopo a Ta'izz, con gli yemeniti alle calcagna. Nel frattempo, i ribelli yemeniti circondarono Amran, occuparono Jabal Dharwa e al-Yaʿbir, e in seguito circondarono nuovamente Sana'a. A Hodeyda gli Ottomani si raggrupparono, marciando verso nord e riprendendo il controllo delle aree perdute vicino a Manakha. La forza ottomana si unì a un'altra forza ottomana che stava avanzando da Zaydiyya per alleviare Qifl e riconquistare Hajja. Nel sud, gli Ottomani si stavano spostando a nord da Ta'izz a Yarim dopo aver riconquistato Suq al-Khamis, dopo di che l'Imam offrì la pace se avesse potuto mantenere le località di Dhamar, Yarim, Amran, Kawkaban, al-Tawila e Hajja.

## Conclusione e conseguenze
Nell'agosto 1906, una delegazione ottomana arrivò all'Imam, esprimendo il desiderio di riaprire i negoziati. L'Imam avrebbe risposto affermando il suo desiderio di porre fine allo spargimento di sangue. Seguirono cinque anni di negoziati, terminati con la firma del Trattato di Daan il 9 ottobre 1911, che portò lo Yemen a diventare uno Stato vassallo dell'Impero ottomano. Rimase in vigore per 7 anni, fino a quando l'Imam dello Yemen approfittò della dissoluzione dell'Impero ottomano nella Prima guerra mondiale e creò il Regno Mutawakkilita dello Yemen il 30 ottobre 1918.

## Ribellione yemenita del 1911
All'inizio del 1911, l'Imam, frustrato dalla mancanza di progressi nei negoziati, iniziò un'altra rivolta contro gli Ottomani. Bande armate ribelli yemenite arrivarono a Sanaa il 12 gennaio 1911 e presto conquistarono la città. La ribellione si esaurì verso la fine di aprile con la resa ottomana completa e incondizionata.